# 多夫日內茨河
多夫日内茨河（烏克蘭語：Довжинець），是烏克蘭的河流，位於該國西部伊萬諾-弗蘭科夫斯克州，屬於維斯特里察-納德維爾尼揚斯卡河的右支流，流經纳德维尔纳区，河道全長13公里，流域面積47平方公里。